# I'll Supply the Love
Singles de Toto
Hold the Line
(1978) Georgy Porgy
(1979)
I'll Supply the Love est une chanson du groupe de rock américain Toto parue sur leur premier album Toto (1978). La chanson est sortie en janvier 1979 en tant que deuxième single de l'album sous le label Columbia Records.

## Composition
I'll Supply the Love est écrite et composée par David Paich. Le chant principal est assuré par Bobby Kimball.

## Accueil critique
Le magazine Cash Box note que la chanson a « des accords de guitare puissants, des changements rythmiques, un chant passionné et un refrain puissant ».

## Crédits
- Bobby Kimball – chant principal, chœurs
- Steve Lukather – guitares, chœurs
- Steve Porcaro – synthétiseurs
- David Paich – synthétiseurs, piano, chœurs
- David Hungate – basse
- Jeff Porcaro – batterie, percussions

## Classements hebdomadaires
| Classement (1979)                | Meilleure position |
| -------------------------------- | ------------------ |
| Australie (Kent Music Report)    | 92                 |
| Canada (RPM Top Singles)         | 73                 |
| États-Unis (Hot 100)             | 45                 |
| États-Unis (Cash Box Top 100)    | 46                 |
| Nouvelle-Zélande (RMNZ)          | 29                 |
| Pays-Bas (Nederlandse Tipparade) | 14                 |